# Giorgia Lo Bue
Giorgia Lo Bue (* 20. Februar 1994 in Palermo) ist eine italienische Ruderin. 2018 gewann sie gemeinsam mit ihrer jüngeren Schwester Serena die Goldmedaille im Leichtgewichts-Zweier ohne Steuerfrau bei den Ruder-Weltmeisterschaften.

## Karriere
Zum ersten Mal trat sie 2011 gemeinsam mit ihrer jüngeren Schwester Serena bei den Junioren-Weltmeisterschaften 2011 im Zweier ohne Steuerfrau an. Nachdem die beiden bereits ihren Vorlauf gewinnen konnten, gewannen sie vor dem deutschen und dem griechischen Boot das Finale und damit die Goldmedaille. Diese Goldmedaille konnten die beiden im darauffolgenden Jahr bei den Juniorenweltmeisterschaften 2012 verteidigen. Im Finale gewannen sie vor den Booten aus den USA und aus Griechenland. Zudem starteten sie im Jahr 2012 auch im Achter und konnten sich dabei im Finale hinter den rumänischen und den US-amerikanischen Booten die Bronzemedaille sichern.
Im Jahr 2014 startete sie erstmals bei den U23-Weltmeisterschaften im Rudern und gehörte gemeinsam mit Serena Lo Bue, Valentina Rodini und Greta Masserano zum Leichtgewichts-Doppelvierer. Nachdem sie ihren Vorlauf gewinnen konnten, mussten sie sich im Finale dem Boot aus Deutschland geschlagen geben und sicherten sich die Silbermedaille. Im darauffolgenden Jahr trat sie erneut als Bestandteil des Leichtgewichts-Doppelvierers bei den U23-Weltmeisterschaften an. Im Vergleich zum Vorjahr gehörte Nicole Sala statt Serena Lo Bue zu der Besatzung. Im Finale sicherte sie sich vor den Booten aus Frankreich und Deutschland die Goldmedaille.
Im Jahr 2016 startete sie zum letzten Mal bei den U-23 Weltmeisterschaften und bildete gemeinsam mit Paola Piazzolla, Asja Maregotto und Allegra Francalacci den Leichtgewichts-Doppelvierer. Im Finale konnte sich das Quartett vor dem schweizerischen und dem deutschen Boot die Goldmedaille sichern. Im Jahr 2018 startete Giorgia Lo Bue erstmals bei den Ruder-Weltmeisterschaften und bildete mit ihrer Schwester Serena den Leichtgewichts-Zweier ohne Steuerfrau. In dieser Klasse gingen neben ihnen nur noch das US-amerikanische Boot bestehend aus Jennifer Sager und Jillian Zieff an den Start. Im finalen Lauf konnten sich die beiden Schwestern mit etwa 15 Sekunden Vorsprung die Goldmedaille sichern.